# Meckenbach (bei Kirn)
Meckenbach település Németországban, Rajna-vidék-Pfalz tartományban. Lakosainak száma 350 fő (2023. december 31.).

## Népesség
A település népességének változása:
| Lakosok száma | 409  | 392  | 359  | 351  | 363  | 364  | 350  |
|               | 1975 | 2014 | 2017 | 2019 | 2021 | 2022 | 2023 |